# Newton Game Dynamics
Newton Game Dynamics – silnik fizyki symulujący wykrywanie kolizji i brył sztywnych w grach komputerowych, aplikacjach oraz symulacjach fizycznych. Został wykorzystany między innymi w grach Amnesia: Mroczny obłęd, Amnesia: A Machine for Pigs oraz w silniku gry HPL Engine.
Silnik jest projektem Open Source publikowany na podstawie licencji zlib. Zezwala ona na wykorzystywanie silnika w celach prywatnych i komercyjnych jako część projektu.